# Tischlerkarsee
Der Tischlerkarsee (auch See im Tischlerkar) ist ein See in der Gemeinde Bad Gastein im österreichischen Bundesland Salzburg.

## Geografie
Der Tischlerkarsee liegt auf einer Höhe von 2451 m ü. A. in der Katastralgemeinde Remsach und im Nationalpark Hohe Tauern. Zu den umstehenden Gipfeln in der in der Ankogelgruppe zählen der 3003 m ü. A. hohe Tischlerkarkopf im Südosten, der 2828 m ü. A. hohe Steinbachkogel im Osten und der 2527 m ü. A. hohe Böcksteinkogel im Nordwesten. Das Gewässer ist von Moränen und Schutt des Tischlerkarkees umgeben. Der Gletscher schrumpfte im Vergleich vom 20. mit dem 21. Jahrhundert um mehr als die Hälfte.
Der See erstreckt sich über eine Fläche von 1,09 ha. Er ist 170 m lang und 95 m breit. Sein Umfang beträgt 556 m. Der Tischlerkarsee entwässert über einen Quellgraben des Kötschachbachs. Weitere Gebirgsseen im Einzugsgebiet des Kötschachbachs sind der Obere und der Untere Bärmoossee, der Gamskarlsee, der Kühkarsee, der Reedsee und der Windschursee.

## Geschichte
In der Nähe des Sees wurde im 16. und 17. Jahrhundert Gold abgebaut.

## Ökologie
Der Tischlerkarsee ist ein oligotropher (nährstoffarmer) See. Ihm wird ein sehr großer ökologischer Wert beigemessen.